# Abraham Hylteen
Abraham Hylteen, född den 20 maj 1652 i Ölmstads socken, död den 6 december 1691 i Stockholm, var en svensk hovrättssekreterare, etsare och träsnittare.
Hylteen blev student vid Lunds universitet 1668 och arbetade därefter som notarie och aktuarie vid Kommerskollegium 1675–1679 och utnämndes till hovrättssekreterare 1689 vid Svea hovrätt. Vid sidan av sitt arbete var han verksam som etsare och träsnittare. Hylteen är representerad vid Nationalmuseum med bilden Serafimerkedja runt vapensköld .
Abraham Hylteen var son till kyrkoherden Andreas Jonæ Hylteen och Anna Jönsdotter Gahm. Han var bror till Johan  Silfvercrantz och Nils Silfverskiöld samt farbror till Anders och Samuel von Hyltéen.